# オーガスタス・フィッツジェラルド (第3代リンスター公爵)

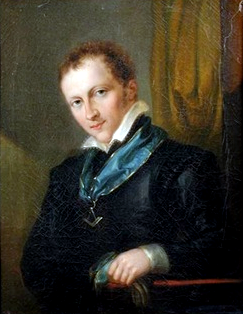
第3代リンスター公オーガスタス・フィッツジェラルド

第3代リンスター公爵オーガスタス・フレデリック・フィッツジェラルド（英語: Augustus Frederick FitzGerald, 3rd Duke of Leinster, PC PC (Ire)、1791年8月21日 – 1874年10月10日）は、イギリスの貴族。1791年から1804年までキルデア侯爵の儀礼称号を使用した。

## 経歴
1791年8月21日、第2代リンスター公爵ウィリアム・フィッツジェラルドとその妻エミリア(初代セント・ジョージ男爵セント・ジョージ・セント・ジョージの娘)の次男（長男ジョージは1784年に夭折）として、カートン・ハウスで生まれた。
1804年10月20日に父が死去すると、リンスター公爵位を継承した。1806年ごろから1810年までイートン・カレッジで教育を受けた。1810年10月23日にオックスフォード大学クライスト・チャーチへ進学したが、学位は修得しなかった。
1813年2月3日に貴族院議員に就任した。同年、フリーメイソンのアイルランド・グランドロッジのグランドマスターに就任、1874年まで務めた。当時、アイルランド・グランドロッジの会合は秘密結社を禁じる法律に違反する可能性があり、リンスター公爵は1823年8月1日付で会合を行わないよう命じた一方、議会での影響力を利用して1824年6月に秘密結社を禁じる法律を廃止した。貴族院ではホイッグ党に属し、カトリック解放を支持したが、合同法廃止に反対したためダニエル・オコンネルと敵対するようになった。
1815年にレンスター・ハウスを1万ポンドおよび年間家賃600ポンドでロイヤル・ダブリン・ソサエティに売却した。
1831年10月7日から1874年に死去するまでキルデア統監を務めた。
1831年5月9日にアイルランド枢密院の枢密顧問官に、同年6月29日に連合王国枢密院の枢密顧問官に任命された。教育に関心があり、1836年よりアイルランド国民教育委員会の委員長を務めたが、お飾りとみられ、1840年12月31日には辞任した。
1845年よりアイルランドを襲ったジャガイモ飢饉をめぐり、食料の輸出制限に賛成、大蔵省の救貧税徴収を厳格化する政策にも賛成演説をした。しかし1870年土地法以降はリンスター公爵の土地リース条項の厳しさもあり、公爵は人気を失った。
1874年10月10日にカートン・ハウスで死去、メイヌースで埋葬された。長男チャールズ・ウィリアムが爵位を継承した。

## 家族
1818年6月16日、第3代ハリントン伯爵チャールズ・スタンホープの娘シャーロット・オーガスタ（1793年2月15日 – 1859年2月15日）と結婚、4男2女をもうけた。
- チャールズ・ウィリアム（1819年3月30日 – 1887年2月10日） - 第4代リンスター公爵[7]
- ジェラルド（1821年1月6日 – 1886年9月23日） - 1862年6月9日、アン・アグネス・バーカー（Anne Agnes Barker、1913年6月6日没、ジェームズ・バーカーの娘）と結婚、子供あり[8]
- オリヴィア（1822年3月15日 – 1822年4月18日[7]）
- ジェーン・シーモア（1824年2月5日[7] – 1898年11月3日） - 1848年9月5日、ジョージ・ウィリアム・ジョン・レップトン（英語版）（1906年8月30日没）と結婚[8]
- フレデリック・レスター（1825年12月11日 – 1826年9月10日[7]）
- オソ・オーガスタス（英語版）（1827年10月10日 – 1882年11月19日） - 政治家。1861年12月14日、アーシュラ・ルーシー・グレース・ブリッジマン（Ursula Lucy Grace Bridgeman、1883年11月12日没、チャールズ・オーランド・ブリッジマン閣下（英語版）の娘）と結婚、子供あり[8]